# بحيرة فوهية

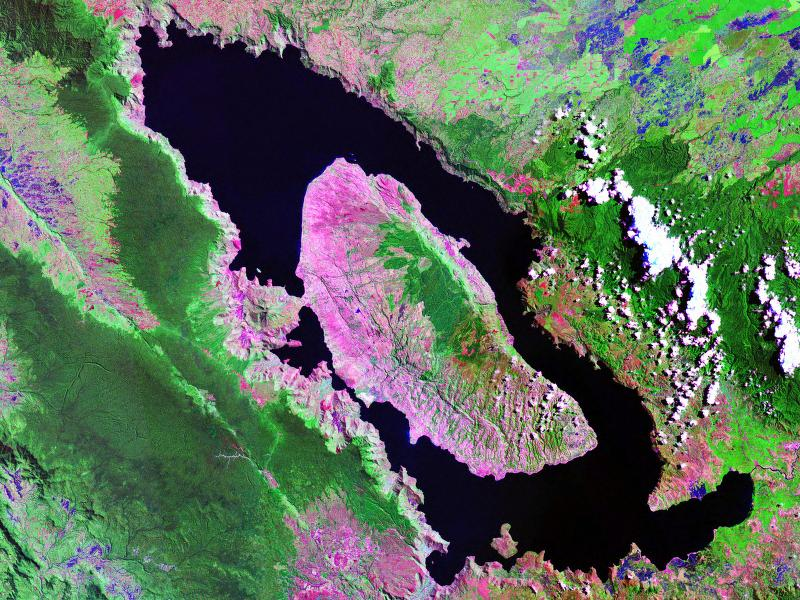
صورة لاندسات لبحيرة توبا في إندونيسيا، أكبر فوهة بركانية في العالم.

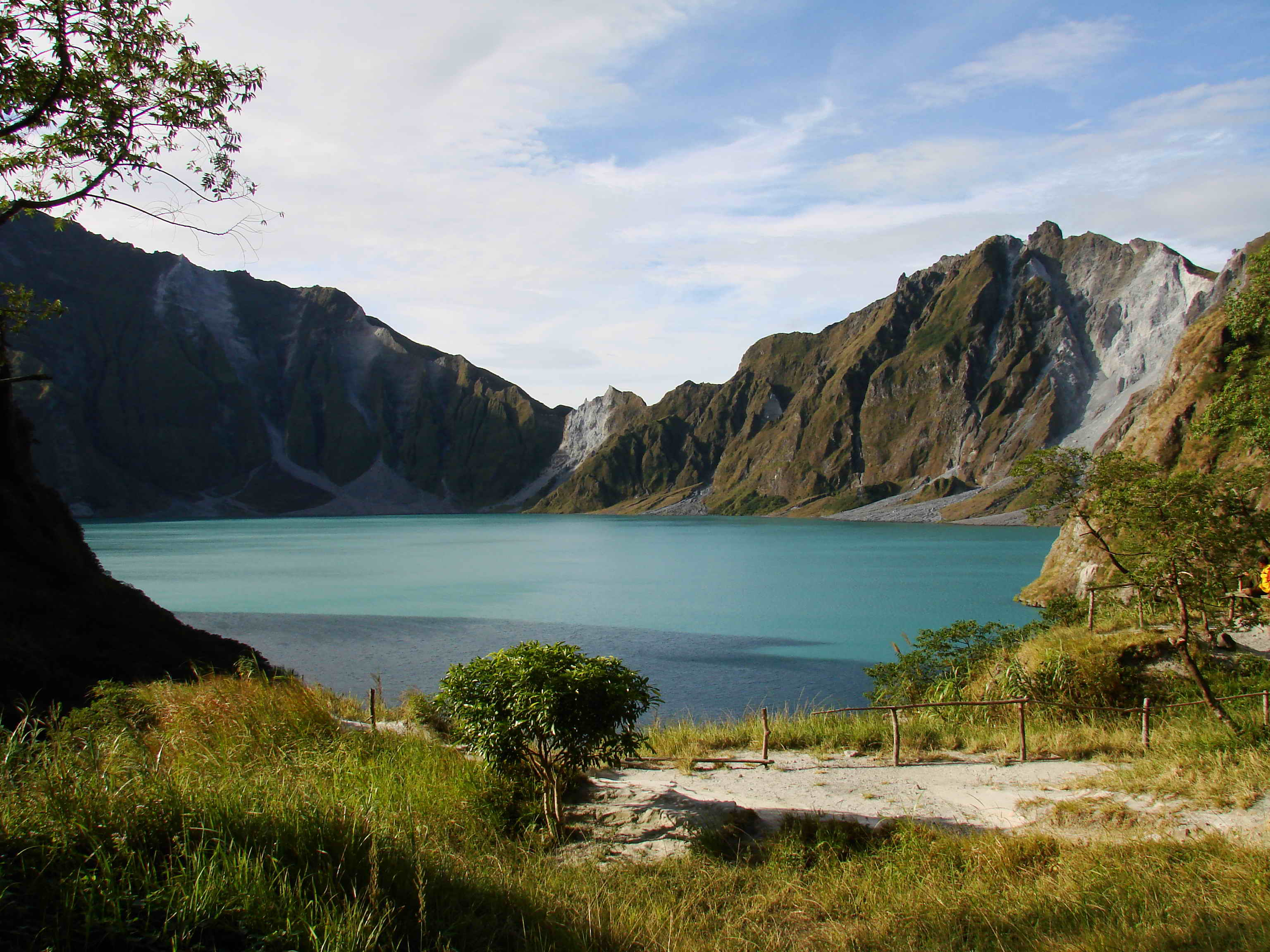
بحيرة بينتابو في الفلبين إحدى البحيرات البركانية.

البحيرة الفوهية وهي بحيرة متكونة من فوهة بركانية أو كالديرا مثل فوهة البركان وتكون مرتبطة بفوهة صدمية تسبب به نيزك أو أنه انبعاث طبيعي بسبب البشر وعادةً ما تكون هذه البُحيرات محاطة بمادة الفومارول وتعرف بالبحيرات البركانية وعادةً ما تتواجد في هذه الفوهات ماء بطعم حامض وتنبعث منها غازات بركانية ويكون الجو هناك رطب ومحاط بالضباب مع ظهور اخضرار قوي، من أمثلة هذا الفوهات بحيرة كواه آيجن في إندونيسيا وألتي مستوى الحموضة فيها عالية جداً ويصل إلى 0.5 درجة.